# Robert Maynard Murray

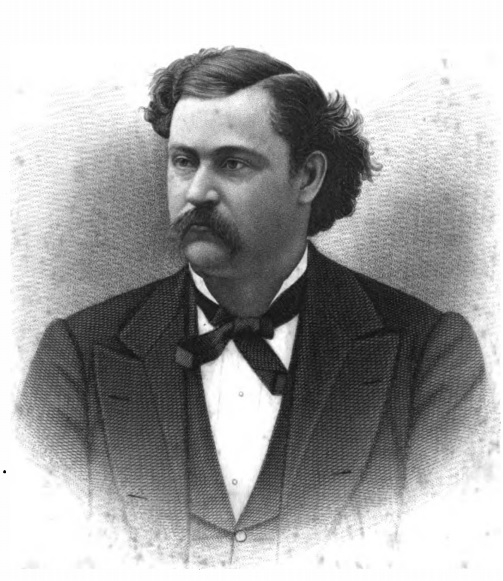
Robert Maynard Murray (1878)

Robert Maynard Murray (* 28. November 1841 in Concord, Lake County, Ohio; † 2. August 1913 in Cleveland, Ohio) war ein US-amerikanischer Politiker. Zwischen 1883 und 1885 vertrat er den Bundesstaat Ohio im US-Repräsentantenhaus.

## Werdegang
Robert Murray besuchte die öffentlichen Schulen in Willoughby und das Oberlin College. Nach einem anschließenden Jurastudium an der Cleveland Law School und seiner Zulassung als Rechtsanwalt arbeitete er bis 1864 in einer Kanzlei in diesem Beruf. Im Jahr 1864 diente er für 100 Tage während des Bürgerkrieges im Heer der Union. Danach arbeitete er in Ohio für die First National Bank in Painesville. Von 1877 bis 1879 war er Bürgermeister von Painesville. Dann zog er nach  Piqua, wo er Teile für landwirtschaftliche Geräte herstellte. Politisch schloss er sich der Demokratischen Partei an.
Bei den Kongresswahlen des Jahres 1882 wurde Murray im dritten Wahlbezirk von Ohio in das US-Repräsentantenhaus in Washington, D.C. gewählt, wo er am 4. März 1883 die Nachfolge des Republikaners Henry Lee Morey antrat. Da er im Jahr 1884 nicht bestätigt wurde, konnte er bis zum 3. März 1885 nur eine Legislaturperiode im Kongress absolvieren. Nach dem Ende seiner Zeit im US-Repräsentantenhaus nahm Robert Murray seine früheren Tätigkeiten wieder auf. Ab 1892 war er in Cleveland ansässig, wo er am 2. August 1913 starb.